# シャウラ (モデル)
シャウラ（本名Shaula Vogue、1986年8月28日 - ）は、ハワイ出身のファッションモデル、ラジオDJ。ジールプロダクション、スターダストプロモーション芸能1部、オフィスアールを経てセント・フォース所属。

## 来歴・人物
ハワイ州オアフ島マノア出身。父親がヨーロッパ系アメリカ人で母親が日本人である。小学校時代を母親の故郷である北海道芦別市で過ごし、高校はハワイのセント・フランシス・スクールに通った。学生時代のあだ名は「STAR」。名前のシャウラはさそり座の尾の先に当たる星で、毒針の事である。
2007年、テレビ東京で放送された深夜番組『Aloha girl』にレギュラー出演したのを機に日本での活動を本格的に開始。ViVi等のファッション誌にモデルとして登場する傍ら、神戸コレクション、東京ガールズコレクション等、多数のファッションショーにも出演。2011年にはNHK BS1の情報番組『地球テレビ エル・ムンド』へのレギュラー出演もあった。
ラジオにも精力的に出演し、2017年4月放送のInter FMレギュラー番組「Ready Steady George!!」では自身を「スーパーオモシロイDJ」と評した。
同い年の長谷川潤やエリーローズと仲が良く、エリーローズとはイベントで一緒にDJプレイもしていた。また石田ニコルやオードリー亜谷香、浦浜アリサとも仲が良い。
2017年4月6日、自身のブログにて一般男性との結婚を発表した。

## 出演

### 雑誌
- MODEGAL（カエルム、2011年 - ）
- SHEL'TTER（BAROQUE JAPAN LIMITED、2010年 - ）
- 大人Look!s（スタイライフ、2010年 - ）
- Fine（日之出出版、2010年 - ）
- Beach Girls（枻出版社、2010年 - ）
- ViVi（講談社）
- GLAMOROUS（講談社）
- FRaU（講談社）
- Gina（ぶんか社、2011年10月 創刊号） 共／エリーローズ、大屋夏南、秋元梢、高橋真依子、星あや[8]
- VoCE（講談社）
- HONEY（ネコ・パブリッシング、2013年 - ）
- GLITTER_(雑誌)（トランスメディア、2014年 - ）

### ショー
- TOKYO GIRLS COLLECTION
- KOBE COLLECTION
- TOKYO RUNWAY
- Girls Award
- SHIZUOKA COLLECTION [7]
- a-nation & GirlsAward island collection by it LOVE

### 広告
- vivica
- Armani Exchange
- Purple＆Yellow
- N.Natural Beauty Basic
- BOLLABONG
- ANAP
- ムラサキスポーツ
- Burton
- roial

### TV
- 「Aloha girl」（2007.4 - 2007.9、テレビ東京）
- 「世界バリバリ★バリュー」（MBS）
- 「SASUKE RISING　直前ナビ」 (TBS)
- 「SASUKE RISING」 (TBS)
- 「3D★3D『魅力再発見！3Dで撮るHawaii』」(2011.10、BSフジ)
- 「地球テレビ エル・ムンド」(2011.4 - 2012.3、NHK BS1）- ナビゲーター（火曜日担当）
- 「東京上級デート」（2013年9月25日、テレビ朝日）＃71　高田馬場
- 「TOKYO BRANDNEW DAYS〜アシタノワタシ〜」(2013.11、BSジャパン)
- 「DRESS tv.」(2013.5 - 2014.3、MBS）
- 「DESIGN TALKS」(2013.2-、NHKワールド）
- NHK-WORLD「デザイントークス+／DESIGN TALKS plus」レギュラー　毎週木曜 9:30～
- 「Love music」（フジテレビ）- ナレーター
- NHK-WORLD「Biz Stream」レギュラー　月3本

### CM
- トヨタ自動車

### ラジオ
ベイエフエム
- FLY!DAY TRIPPER～FROM SKY GATE～TRIP1（2008.4 - 2010.12）
- SKY GATE TRAVELLIN'GROOVE!!（2011.1 - 2019.3）

InterFM
- Good Times Boo!（2013.12）
- Ready Steady George!!（月～木・14:00-17:00　2014.4-2014.9）→ （月～金・15:00-18:00　2014.10-2017.10）→（月～木 ・13:00-16:00　2017.11～）
- SONIC RADIO（木・24:30-25:00　2014.10-2020.9）
- POWER OF MUSIC ～今こそ聴きたい音楽～（月〜木・16:30-17:00、金・16:00〜17:00）

JFN
- レコレール（月・火 13:30 - 15:55　2023.4.3-）